# Farhan Akhtar
Farhan Akhtar (Mumbai, 9 de enero de 1974) es un director de cine, guionista, productor, actor, cantante de playback, letrista y presentador de televisión indio. 
Destaca como otro de los guionistas más reconocidos junto a Javed Akhtar y Miel Irani, creció bajo la influencia de la industria del cine. Después de completar sus estudios en la escuela Maneckji Cooper, obtuvo su título en la carrera de comercio en el HR College, antes de graduarse, comenzó su carrera en el cine trabajando como asistente de dirección en películas como Lamhe (1991) y Himalay Putra (1997).
Akhtar, después de establecer una compañía de producción llamada Excel, junto a Ritesh Sidhwani, trabajó como director en la película Dil Chahta Hai (2001) en la que recibió buenos elogios de la crítica por su labor en la producción. La película también ganó un premio nacional. A raíz de ello, también dirigió otra película titulada Lakshya (2004). Más adelante hizo su debut en Hollywood, para incursionar en una banda sonora de la película Bride and Prejudice (2004), además escribió una canción para dicha película. Luego pasó a tener un éxito comercial en la película Don (2006). Dirigió un cortometraje titulado Positive (2007), para dar a conocer sobre la realidad de la enfermedad que afecta a personas infectadas del VIH-sida.

## Filmografía

### Como director y actor
| Año  | Título                      | Personaje       | Actor | Director | Productor |
| ---- | --------------------------- | --------------- | ----- | -------- | --------- |
| 2001 | Dil Chahta Hai              |                 |       | Sí       |           |
| 2004 | Lakshya                     |                 |       | Sí       |           |
| 2006 | Don                         |                 |       | Sí       | Sí        |
| 2007 | Positive                    |                 |       | Sí       |           |
| 2007 | Honeymoon Travels Pvt. Ltd. |                 |       |          | Sí        |
| 2008 | Rock On!!                   | Aditya Shroff   | Sí    |          | Sí        |
| 2009 | Luck By Chance              | Vikram Jaisingh | Sí    |          | Sí        |
| 2009 | The Fakir of Venice         | Himself         | Sí    |          |           |
| 2010 | Karthik Calling Karthik     | Karthik Narayan | Sí    |          | Sí        |
| 2011 | Game                        |                 |       |          | Sí        |
| 2011 | Zindagi Na Milegi Dobara    | Imraan          | Sí    |          | Sí        |
| 2011 | Don 2                       |                 |       | Sí       | Sí        |
| 2012 | Talaash                     |                 |       |          | Sí        |
| 2013 | Fukrey                      |                 |       |          | Sí        |
| 2013 | Bombay Talkies              | Himself         | Sí    |          |           |
| 2013 | Bhaag Milkha Bhaag          | Milkha Singh    | Sí    |          |           |
| 2014 | Shaadi Ke Side Effects      | Sid             | Sí    |          |           |
| 2015 | Dil Dhadakne Do             | Sunny           | Sí    |          | Sí        |
| 2022 | Ms. Marvel                  | Waleed          | Sí    |          |           |

### Como cantante de playback
| Year | Title                    | Song                     |
| ---- | ------------------------ | ------------------------ |
| 2008 | Rock On!!                |                          |
| 2008 | Rock On!!                | "Socha Hai"              |
| 2008 | Rock On!!                | "Pichle Saat Dinon Mein" |
| 2008 | Rock On!!                | "Rock On!!!"             |
| 2008 | Rock On!!                | "Tum Ho Toh"             |
| 2008 | Rock On!!                | "Sinbad The Sailor"      |
| 2011 | Zindagi Na Milegi Dobara |                          |
| 2011 | Zindagi Na Milegi Dobara | "Señorita"               |
| 2011 | Zindagi Na Milegi Dobara | "Toh Zinda Ho Tum"       |
| 2011 | Zindagi Na Milegi Dobara | "Señorita" (Remix)       |
| 2014 | Shaadi Ke Side Effects   | "Yahaan Wahaan"          |